# 流れ星佐吉
『流れ星佐吉』（ながれぼしさきち）は、1984年4月3日から1984年9月25日までフジテレビ系列の毎週火曜22:00から1時間で放映された時代劇。全26回。

## 概要
『必殺シリーズ』のような暗殺手法で悪を葬るときもあれば、『影の軍団』のように忍者服で派手な立ち回りをすることもある。事故や自害に見せかけ悪を始末するときもあれば、その場の銃で偶発的に始末したり、刀が光るシーンや流血シーンにアニメーションが使用された実験的な回もあった。ストーリーも多彩で、人殺しや悪人退治がない回もあり、あらゆる時代劇の要素を凝縮した番組に仕上がっている。
オープニングとエンディングには、最終回も含めた各回のハイライトシーンが挿入されている（例えば、オープニングの主要キャスト紹介では、主に第19話のシーンが使われている）。

## 物語
江戸の名物一座の花形女形・花村夢之丞こと佐吉は、かつて一座と裏社会で活躍をしていた。ある事件で佐吉の幼なじみでもある南町奉行・矢部忠光と再会したことで、佐吉たち一座は悪党退治のため再び裏の世界で暗躍を開始する。

## スタッフ
- 企画：巻幡展男（関西テレビ）、山内静夫（松竹）
- プロデューサー：林宏樹（関西テレビ）、樋口清（松竹）
- 脚本：放映リスト参照
- 音楽：鷺巣詩郎
- 撮影：小杉正雄
- 美術：猪俣邦弘
- 衣装協力：鈴乃屋
- 擬斗：岡本隆史、伊藤浩市
- 主題歌：『暗闇のディーン』（唄：郷ひろみ）
- ナレーター：小林清志、岡部政明
- 製作協力：バーニングプロダクション
- 監督：放映リスト参照
- 製作：関西テレビ、松竹株式会社

## キャスト
- 佐吉：郷ひろみ
江戸の名物一座「花村座」の花形女形「花村夢乃丞」でありながら、実はかつて「流れ星」の異名を取った元盗賊。江戸で拍手喝采を浴びる女形役者の日々を送っていたが、忠光から小判紛失事件の解決を依頼されたのを機に、再び裏の世界に戻ってしまう。実は捨て子で、身寄りのない子供を引き取って育てる「あすなろ塾」で育った後、旗本の養子に入っていた。忠光から依頼される度に、悪態や文句を言いながらも協力してしまう。英語に詳しいらしく、「海の向こうの言葉」と称して英単語を話すことが多いが、中には江戸時代にはあり得ない言葉も登場させたことがあるほか、前置き無く英単語を会話に混ぜることもある。戦闘では紫の忍者装束に背中に差している短い刀を使用する。サウナのような蒸し風呂に仲間たちや忠光らとよく入っている。
- おしの：樋口可南子
佐吉に惚れている座員。独楽と簪が武器。
- 千之助：沖田浩之（第8話を除く）
佐吉を「アニキ」と呼ぶ座員。鬘の髪結い担当。櫛と元結いの糸が武器。若者らしく女性に弱く、そのことで失態を演じたこともある。
- お政：吉田日出子（第11話、第13話、第14話、第17話、第20話、第24話を除く）
座員。茶屋「ひさご」の女将。味覚が敏感で薬物に精通している。演じた吉田は次回予告を担当していた。
- 喜八：夏木勲
元武士の座員。裏方担当。手先が器用でからくり細工や変装のプロ。佐吉を「佐の字」、千之助を「千の字」と呼ぶ。最終話で浪人の娘と祝言するはずだったが、佐吉らに内緒で単身、悪人の本拠地に潜入して証拠を探すも毒矢で射られ、命を失う。
- 常：車だん吉
「ひさご」の板前。
- お滝：弓恵子
「ひさご」の従業員。
- 駒竜：浅見美那
- 花奴：露木やすよ
- 夢千代：吉佐美聖子
- 染吉：中帆登美
夢之丞のファンの芸者たち。
- 老中・阿部：草薙幸二郎（第4話から）
いつも忠光を苦々しく思っている。忠光が自身の保身のために賄賂を贈ろうとしたこともある（第22話）。
- 矢部忠光：平田満
佐吉の幼馴染の南町奉行。事あるごとに佐吉に事件解決の依頼をする。依頼しに来る際は、深編み笠の着流しか町人姿でお大尽を装って現れる。佐吉たちからは陰で「南のたぬき」と呼ばれている。一度、佐吉らを騙しにかけ、佐吉らの手で事が露見したあと気まずくなったことがある（第22話）。若くして奉行になったことにより立場が弱いらしく、度々失策をし、そのたびに老中らから叱責され、佐吉らに事件解決の依頼をする際も自身の首が危ないなどとぼやくことがあり、前述第22話でもそうしたことが伏線になっており、結果として手に入れた金を返しに来た佐吉からは「これが俺からの最後の友情だ」と（忠光本人に直接ではないが）言われている。

## 主題歌
- 「暗闇のディーン」歌：郷ひろみ
  - 作詞：阿久悠、作曲：フリオ・イグレシアス、ラファエル・フェロ、編曲：ラファエル・フェロ

フリオ・イグレシアスのカヴァーだが、シングルカットはされなかった。オープニングと次回予告には本曲のテンポアップされたインストゥルメンタルが使用された。

## 放映リスト
| 話数   | 放映日        | サブタイトル           | 脚本          | 監督       | ゲスト |
| ------ | ------------- | ---------------------- | ------------- | ---------- | --- |
| 第1話  | 1984年 4月3日 | 佐吉の出会った大美人   | 村尾昭 松本功 | 長谷和夫   | 松坂慶子、西沢利明、浜田晃、原口剛、高野真二、田武謙三、石山雄大、石津康彦、重松収、高野嗣郎、掛田誠、中川綾乃、田山菊美、海原俊介、徳弘夏生、梶山雅一、佐藤誠、吉田照義、村木勲、佐々木健之、滝川龍之介、相馬勇                                                       |
| 第2話  | 4月10日       | 旗本退屈娘大見参!      | 押川國秋      | 児玉進     | 多岐川裕美、宮口二郎、流健二郎、重松収、高野嗣郎、掛田誠、戸塚孝、中川綾乃、田山菊美、石川裕介、夏木順平、関口真由美、信国その、伊藤理枝子、高山亜希、高城淳一、長谷川明男                                                                                             |
| 第3話  | 4月17日       | 愛しい女の大願望       | 大平洋        | 山根成之   | 藤真利子、冨田浩太郎、三鈴榮子、久遠利三、鶴岡修、杉本こず江、吉田太門、西屋東、岡田映一、北斗辰典、藤原益二、渡辺紀行、小森英明、羽生昭彦、岡本忠孝、光映子、玉川良一、鹿内孝                                                                                         |
| 第4話  | 4月24日       | 恋と盗みの大勝負       | 押川國秋      | 林宏樹     | 大信田礼子、不破万作、保科三良、井上三千夫、徳弘夏生、西沢美加、吉川由衣、泉山ひろ子、浅井敬子、殿山泰司、草薙幸二郎、竜崎勝 |
| 第5話  | 5月1日        | 初恋が呼んだ大怒り     | 大平洋        | 原田雄一   | 岡田奈々、大塚吾郎、千波丈太郎、小笠原弘、平野稔、桑原一人、城戸卓、島村卓志、宮野智賀子、重松収、高野嗣郎、掛田誠、中川綾乃、中島由美子、高山亜希子、梶山雅一、尾藤イサオ                                                                                             |
| 第6話  | 5月8日        | 神になった大泥棒       | 押川國秋      | 山根成之   | せんだみつお、草薙幸二郎、ふとがね金太、中屋敷鉄也、重松収、高野嗣郎、掛田誠、中川綾乃、田山菊美、呉恵美子、竹村晴彦、丸岡奬詞、山本幸栄、城戸卓、高木信夫、村上記代、秩父晴子、野咲めぐみ、安藤英治                                                                   |
| 第7話  | 5月15日       | 刺青をした大姐御       | 村尾昭        | 児玉進     | 松尾嘉代、小野進也、内田勝正、田口計、堀田真三、江崎和代、津路清子、森みどり、重松収、中川綾乃、田山菊美、篠原靖治、後藤やつ子、斉藤理絵子、田辺清輝、中瀬博文、菊川与一、村上久勝                                                                                     |
| 第8話  | 5月22日       | 大枚つんだお床入り     | 押川國秋      | 岡林可典   | 石田信之、北見治一、伊豆肇、三島新太郎、大石修、山村邦次郎、高野嗣郎、掛田誠、中川綾乃、織本順吉、佐々木すみ江 |
| 第9話  | 5月29日       | 大揺れの女心           | 池上金男      | 児玉進     | MIE、朝比奈順子、久富惟晴、下塚誠、須藤健、矢野間啓二、重松収、高野嗣郎、掛田誠、中川綾乃、田山菊美、津田千佳子、永谷悟一、入江英義、横川美智雄、黑岩泰夫、大塚博、中村理加、小林妃水子、草薙幸二郎                                                                    |
| 第10話 | 6月5日        | 名裁き大逆転           | 山田剛        | 長谷和夫   | 新井康弘、早崎文司、宮内洋、増田順司、志賀真津子、丹古母鬼馬二、加島潤、小川国良、目羅克己、谷部勝彦、元井須美子、信国その、山田忠正、飯島祐子、柴田浩行、平野克己、柿木恵至、深作覚、城野勝己、鶴野晃弘、楠トシエ                                                     |
| 第11話 | 6月12日       | 首すっ飛んで大悲鳴!    | 押川國秋      | 林宏樹     | 舟倉由佑子、高橋ひとみ、笹入舟作、川道信介、新海丈夫、重松収、高野嗣郎、掛田誠、中川綾乃、田山菊美、浜島夏子、田口和政、長野修一、滝川竜之助、吉田照義、柴田浩行、吉田ミチ子、工藤堅太郎、草薙幸二郎、北村総一郎                                                       |
| 第12話 | 6月19日       | 女医は大涙に濡れて     | 大工原正泰    | 原田雄一   | 竹井みどり、北原義郎、長谷川弘、武内文平、玉村駿太郎、千葉裕子、鈴木健之、市東昭秀、羽生昭彦、吉沢純、塚本恭弘、前園マリア、垂水悟郎 |
| 第13話 | 6月26日       | 千之助、幸わせ大芝居   | 大平洋        | 林宏樹     | 叶和貴子、小林勝彦、永井秀明、加賀邦男、磯村健治、伊藤高、秋山武史、宮沢元、谷よしの、伊藤佐知子、大友香、隼田勇蔵、川畑英樹、水口真人、秋坂浩美、大山克巳 |
| 第14話 | 7月3日        | 岡ッ引き首ッたけ大弱り | 押川國秋      | 小田切正明 | 赤塚真人、砂塚英夫、長谷川初範、丹波義隆、ビートきよし、重松収、高野嗣郎、掛田誠、幸田直子、中川綾乃、田山菊美、酒井栄子、本田和利、村木勲、松本ちえこ |
| 第15話 | 7月10日       | 昔なじみは大悪党       | 松本功 村尾昭 | 齋藤武市   | ジョニー大倉、石橋雅史、南城竜也、剣持伴紀、原田千枝子、加奈けい子、渡辺憲悟、藤田和美、細井明、内藤幸男、安田良智、柿本克至、有馬明志、石橋洋光、土屋嘉男 |
| 第16話 | 7月17日       | 一服盛って大掃除       | 池上金男      | 長谷和夫   | 蟹江敬三、石丸謙二郎、出光元、重松収、掛田誠、中川綾乃、田山菊美、明刕慶子、石井直己、岩渕智子、長江洋平、岡本正行、北斗辰徳、蟹沢良恵、風間舞子、草薙幸二郎、青木義朗                                                                                                 |
| 第17話 | 7月24日       | 女賭博師大執念         | 押川國秋      | 児玉進     | 名取裕子、今井健二、遠藤征慈、長谷川弘、江幡高志、加島潤、北條ユキ、重松収、高野嗣郎、掛田誠、中川綾乃、田山菊美、森下明、佐々木健之、葉山純士郎 |
| 第18話 | 7月31日       | とんだ情けの大道中     | 池上金男      | 山根成之   | 藤巻潤、山本ゆか里、加藤和夫、江角英明、梅津栄、コント赤信号、重松収、高野嗣郎、掛田誠、中川綾乃、田山菊美、信実一徳、椎谷建治、草薙良一、高林幸平、大島宇三郎、増田再起、徳武忠吉、伊藤哲哉、海一生、町田政則、鴨川てんし、田辺年秋、西田静四郎、神藤一弘、大沢ゆかり |
| 第19話 | 8月7日        | 幻の絵図面大騒動       | 松原敏春      | 齋藤武市   | 真行寺君枝、辰馬伸、畑中猛、重松収、高野嗣郎、掛田誠、中川綾乃、田山菊美、山口ひろみ、高杉和宏、後藤やつ子、志馬琢哉、深江章喜、外山高士、御木本伸介 |
| 第20話 | 8月14日       | 大江戸純情物語         | 大平洋        | 原田雄一   | 本間優二、平泉成、玉川伊佐男、京春上、小笠原まりこ、高尾美有紀、沖田峻一郎、吉田良全、福原秀雄、川村一代、光映子、茜愁子、木村洋子、福島美由紀、掛田誠、佃文五郎、七海わたる、今野玄三、寺上牧子                                                                       |
| 第21話 | 8月21日       | 娘に睨まれさあ大変!    | 村尾昭        | 小田切正明 | 南條玲子、伊吹徹、小池雄介、三角八朗、重松収、高野嗣郎、掛田誠、中川綾乃、吉沢梨絵、山本洋司、信国その、表美光、稲葉義男、勝部演之 |
| 第22話 | 8月28日       | お色気大脱出!          | 押川國秋      | 高瀬昌弘   | 倉田保昭、草薙幸二郎、鶴田忍、根岸一正、山岡八高、吉中六、重松収、高野嗣郎、掛田誠、中川綾乃、城戸卓、岡本正幸、石原かおり、田山菊美 |
| 第23話 | 9月4日        | 姫の初体験と大金       | 池上金男      | 山根成之   | 宮崎美子、田中浩、有馬昌彦、重田尚彦、高峰圭二、森卓三、沖隆二郎、曽雌逹人、志賀圭二郎、増田再起、羽吹正吾、重松収、高野嗣郎、掛田誠、中川綾乃 |
| 第24話 | 9月11日       | 熱愛! 大江戸女番長     | 押川國秋      | 高瀬昌弘   | 斉藤慶子、中山昭二、内田喜郎、中村好男、水谷圭、樋口達馬、吉田宏靖、大沢一彰、橋本和人、越智晃良、中川綾乃、重松収、高野嗣郎、掛田誠、内藤武敏 |
| 第25話 | 9月18日       | 川がつけた大決着       | 大平洋        | 林宏樹     | 花沢徳衛、田中春男、木田三千雄、谷川みゆき、森大河、稲吉靖司、湖条千秋、成田次穂、中庸助、摂祐子、安部典子、篠原靖治、宮本由記子、小林かずえ、北斗辰典、郷内栄喜、草薙幸二郎、待田京介                                                                                 |
| 最終話 | 9月25日       | さよなら大興行         | 池上金男      | 原田雄一   | 山本郁子、守屋俊志、大下哲矢、かわいのどか、松村彦次郎、田辺年秋、棟里佳、高林幸兵、渡辺紀行、岡本正幸、樋口しげり、川合伸旺 |

## 備考
- 劇中で使われた劇伴BGMは、鷺巣詩郎の手に寄るオリジナルBGMの他にも、松竹製作の映画『必殺仕掛人』シリーズ（1973年 - 1974年、音楽：鏑木創）のBGMが所々で使われていた。